# De Hooge Heerd
Langhuisboerderij De Hooge Heerd is een gemeentelijk monument aan het Kerkpad Zuidzijde 13 in Soest in de provincie Utrecht.
Het pand stamt uit de tweede helft van de negentiende eeuw. In 1925 werd het achterhuis met vijf meter verlengd. De dakkapellen dateren uit de zeventiger jaren van de twintigste eeuw. De nok van het met riet gedekte zadeldak staat haaks op het Kerkpad. Dit pad werd in het verleden Padde genoemd. In de schouw (ook wel: heerd), zijn tegeltableaus gebruikt uit ongeveer het jaar 1760.